# Bernard Greenhouse
Bernard Greenhouse, né à Newark (New Jersey le 3 janvier 1916 et mort à Wellfleet (Massachusetts) le 13 mai 2011 , est un violoncelliste américain et l'un des membres fondateurs de l'ensemble Beaux Arts Trio qu'il a quitté en 1987.